# KDE

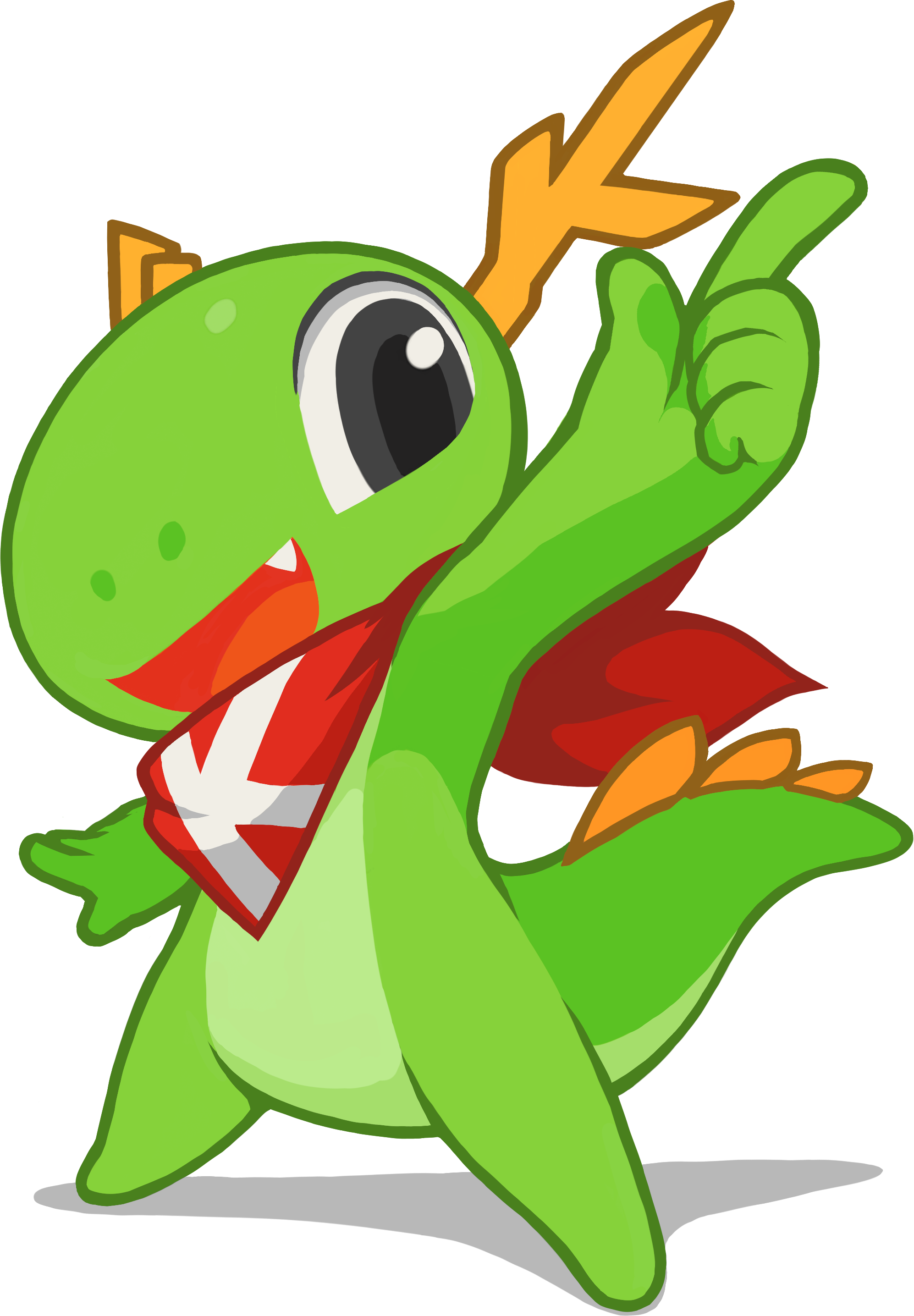
Konqi a KDE kabalaállata

A KDE nemzetközi közösség, amely ingyenes és nyílt forráskódú szoftvereket fejleszt.
Egyik legismertebb projektje a névadó asztali környezet, aminek létrehozására szerveződött annak idején az egész közösség, a KDE (a Kool Desktop Environment rövidítése), mely már KDE Plasma néven fut, jelenleg is a legfontosabb projektjük. További projektjeik közé tartoznak a KDE technológián alapuló alkalmazások (KOffice, KDevelop, Amarok, K3b, ...), a legújabb KDE megoldásokat felvonultató, Ubuntu alapú, KDE neon operációs rendszer, valamint a KDE Frameworks, amely keretrendszereket nyújt alkalmazások Qt alapú fejlesztéséhez.
A KDE elérhető Linux-ra és egyéb UNIX alapú operációs rendszerekre. Számos Linux-disztribúció alapértelmezett felülete.

## Története
A fejlesztést a tübingeni Eberhard Karls Egyetem egyik diákja, Matthias Ettrich indította el 1996-ban. Bizonyos dolgok a Unix asztalban nem tetszettek neki. Zavarta például az, hogy szinte minden fontos alkalmazás más grafikai elemkészletet használt, nem volt egységes a működésük és kinézetük. Tervei közt nemcsak az alkalmazások készítése volt, hanem egy teljes asztali környezet, mely kinézetre, érzetre és munkára egyaránt egységes és következetes. Ugyanakkor céljai közt szerepelt, hogy egyszerűen használható legyen, mivel barátnője nem tudta használni az akkori alkalmazásokat. A Usenet-en megjelent felhívása sokak érdeklődését felkeltette, így született meg a KDE projekt.
Matthias Ettrich a Qt eszközkészletet választotta a KDE projekthez. A programozók hamar elkezdtek KDE/Qt alkalmazásokat írni, így 1997-re már néhány alkalmazás meg is jelent.
1998. július 12-én jelent meg a KDE 1.0 kiadás. A kiadási közleményben a KDE csapat körvonalazta a projekt működését, célját és létrejöttének okát.

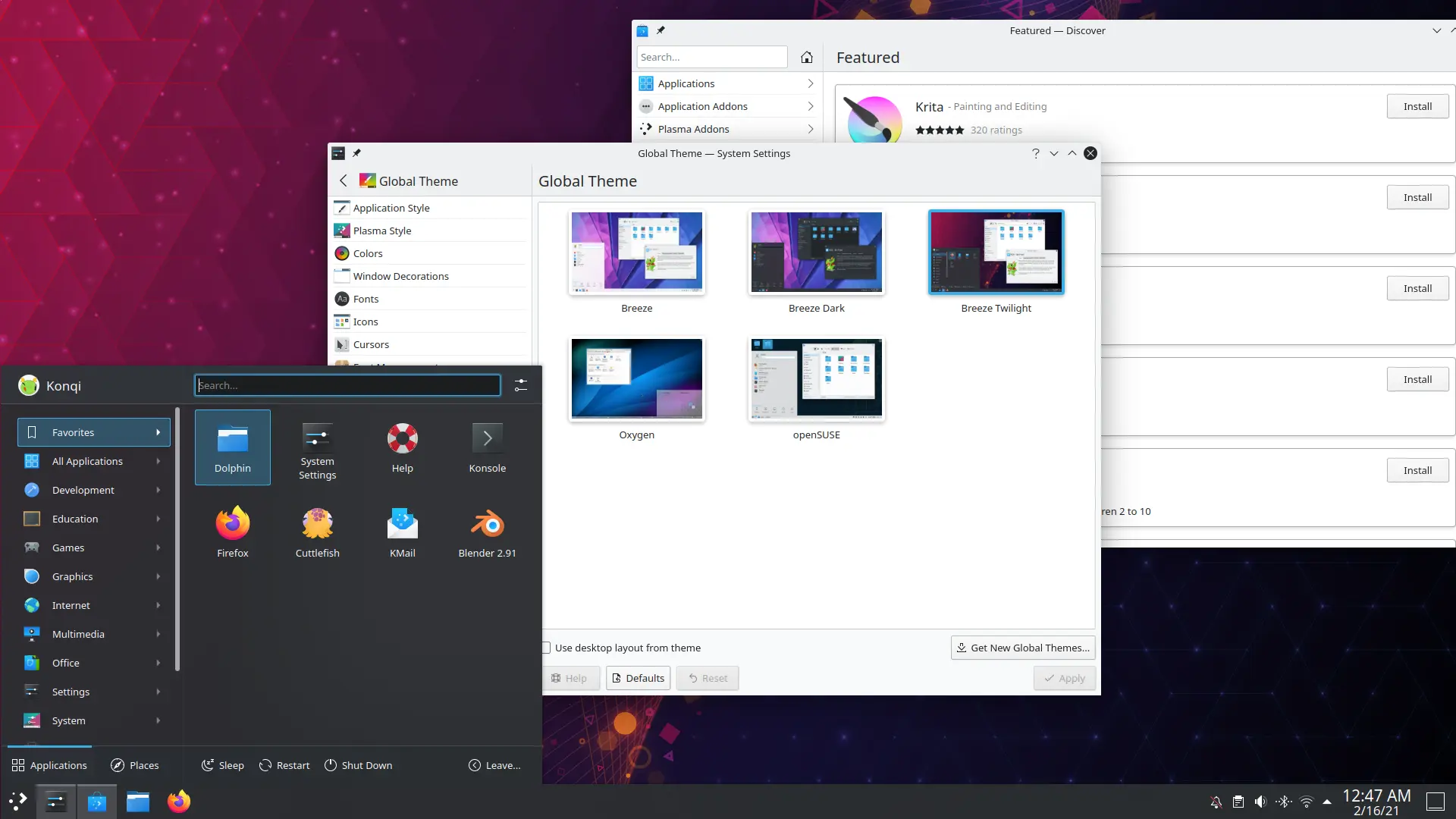
KDE Plasma 5.21

## Célok
A KDE grafikus környezet fejlesztését egy nemzetközi csapat koordinálja. A csapat egy olyan ingyenes és szabadon felhasználható környezet kialakítását tűzte ki célul, amely lehetővé teszi a számítógép erőforrásainak könnyű kihasználását.
Ezt szolgálja többek között az ablakok egységes grafikai megjelenése, az egyszerű adatátvitel, vagy például a rendszer-beállítások nagymértékű testre-szabhatósága a grafikus felületen.
Utóbbi jól jöhet, például ha egy bemutatón, a kivetített monitor képen az egérkattintást animálni szeretnénk, vagy pl. a képen valamit aláhúznánk a hallgatóság figyelmét felhívva rá. (ezek a funkciók is megtalálhatóak pl. a KDE 5.12-ben, de már régebb óta a rendszer részei)
A KDE-vel a nagy teljesítményű Unix-szerű operációs rendszerek használata a UNIX parancsok ismerete nélkül is könnyű.
Összefoglalva a KDE egy grafikus felhasználói felület saját könyvtárakkal és kiterjedt alkalmazáskészlettel. A GPL-es licencű Qt könyvtárra épül (ezért kereskedelmi KDE-s programok csak jogdíj ellenében készíthetők, szemben az LGPL-es licencű GTK elemkészleten alapuló GNOME-mal).
A KDE fontosnak tartja a fokozatos átállást a Wayland ablakkezelőre, ez azonban jelenleg még[mikor?] tesztfázisban van és a legtöbb program nincs megfelelő állapotban a mindennapi használatra.

## Tulajdonságai
A KDE-t a Qt eszközkészlet felhasználásával írták. Az eszközkészlet GPL verziója csak X11 platformra volt elérhető, de a Qt 4 megjelenésével elérhetővé váltak LGPL verziók minden platformra. Ez tette lehetővé, hogy a Qt 4-alapú KDE 4-et Microsoft Windowsra és macOS-re is átültessék.
A következő tulajdonságlista még a régi KDE 3.3 -as verziójára (2004. augusztus 19.) vonatkozik.
További részleteket a KDE programok leírásánál olvasható.
- 50 nyelven elérhető, és további 30 nyelven részleges fordítása létezik;
- alapértelmezett felhasználói felület a következő operációs rendszereken: ArchLinux, Conectiva, Knoppix, Linspire, Lycoris, Mandrake Linux, SuSE Linux, TurboLinux Xandros, Frugalware, valamint Kubuntu;
- A böngésző és levelezőprogramja is támogat és segít többféle azonnali üzenetküldő szolgáltatást.
- A Kspell2 a teljes felületen helyesírás-ellenőrzést végez
- Az egyszerűbben kezelhető Kolourpaint rajzolóprogram váltotta le a Kpaint-et
- Családi és iskolai oktatási feladatokat ellátó programokkal rendelkezik: KWordQuiz, KLatin és KTurtle
- A Kolab program integráltan kezeli a partnereinkkel kapcsolatos adatokat, ügyeket.
- Fejlett weblapszerkesztővel rendelkezik, melyben a szerkesztés eredménye akár folyamatosan látható
- A Levelező programban Anti-spam, anti-vírus varázslók állnak rendelkezésre, a levelező listákat automatikusan kezeli

Akik még nem szeretnének egy Unix rendszert telepíteni otthoni számítógépükre, de azért szeretnék kipróbálni azt, letölthetnek egy LiveCD-t, amelyet a számítógépbe helyezve, és arról indítva a gépet kipróbálhatják azt.

## A KDE projekt szervezete
A KDE (eredetileg Kool Desktop Environment, majd K Desktop Environment, később KDE Software Compilation) mára jelentősen meghaladva a kezdeti céljait új irányokban is fejlődik tovább. (Ezek a szervezeti fejlődések indokolták a névváltoztatásokat). Alapjáraton két részre bontható a KDE:
- KDE Community: a KDE közösség, mely programozókból, művészekből és más a projekt fejlesztését és terjesztését segítő emberekből áll.
- KDE e.V. bejegyzett nonprofit szervezet, amely jogi és pénzügyi ügyekben képviseli a KDE Közösséget

Hasonlóan sok nyílt forráskódú/szabad szoftver projekthez, a KDE-nek is szüksége van önkéntes anyagi ajánlásokra, olyan különböző cégektől, mint a Novell (a SuSE-n keresztül), a Trolltech és Mandrake, akik fejlesztőket foglalkoztatnak, hogy dolgozzanak a projekten.

## Verziótörténet
| Verzió                       | Kiadási dátum     |
| ---------------------------- | ----------------- |
| (KDE fejlesztés bejelentése) | 1996. október 14. |
| K Desktop Environment 1      | 1998. július 12.  |
| K Desktop Environment 2      | 2000. október 23. |
| K Desktop Environment 3      | 2002. április 03. |
| KDE Software Compilation 4   | 2008. január 11.  |
| KDE Plasma 5                 | 2014. július 15.  |
| KDE Plasma 6                 | 2024. február 28. |

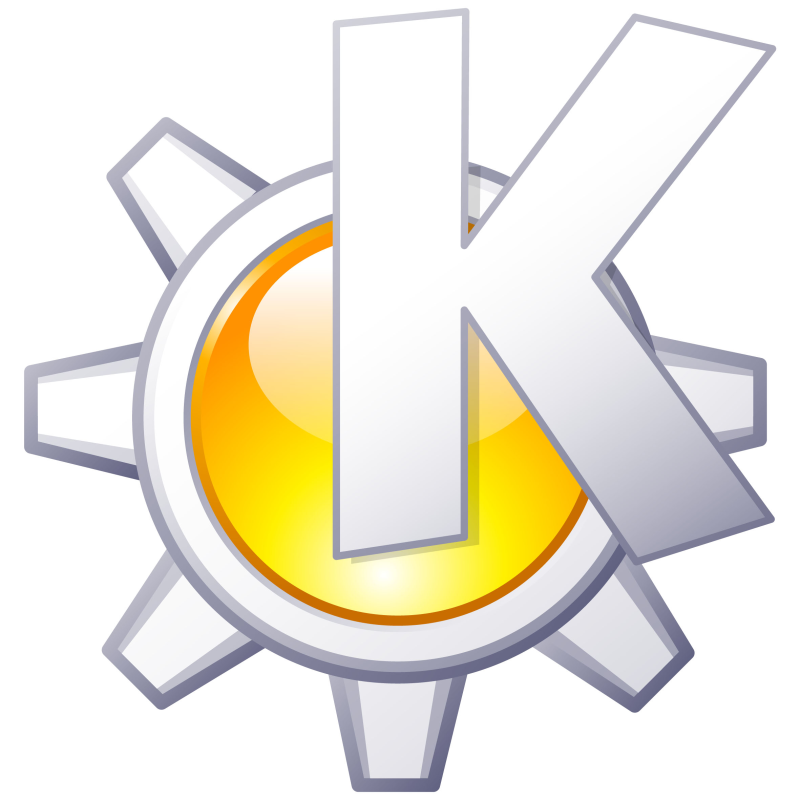
Alternatív KDE logo

Folyamatosan fejlesztett, karbantartott felhasználói felület, így az aktuális főbb kiadáshoz heti szinten érkezhetnek új verziók, amiket alszámozással különböztetnek meg. pl.:
2025. december 31. - Plasma 6.2.5
2025. február 11. - Plasma 6.3
2025. február 18. - Plasma 6.3.1

## Galéria

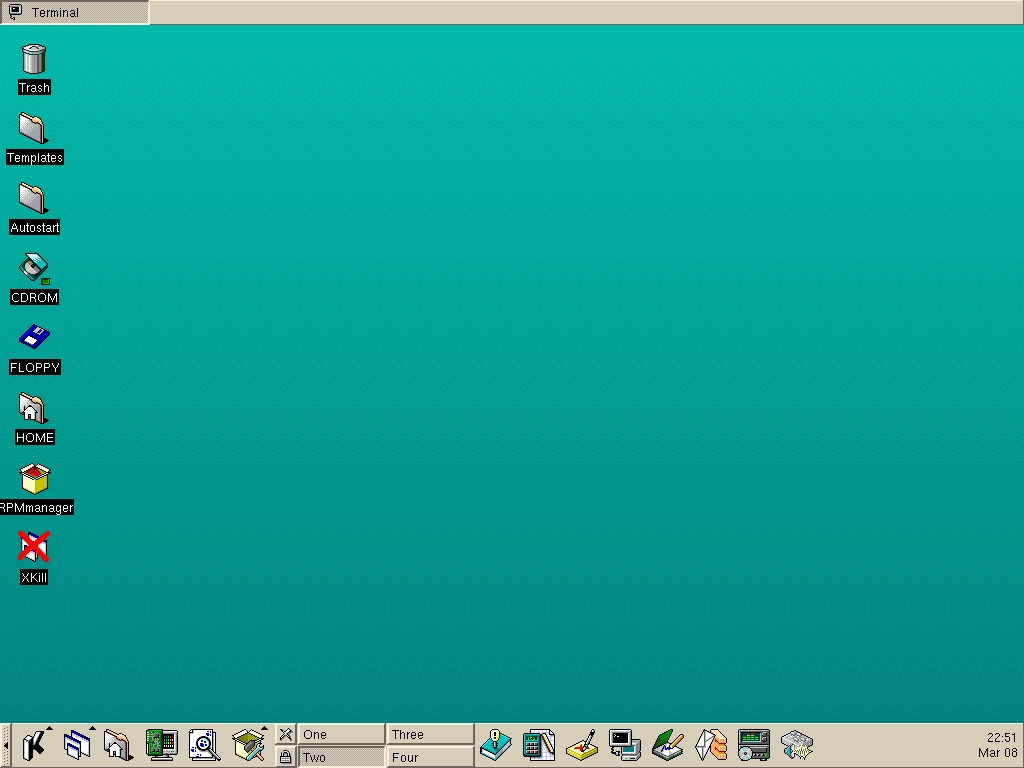
KDE 1.0
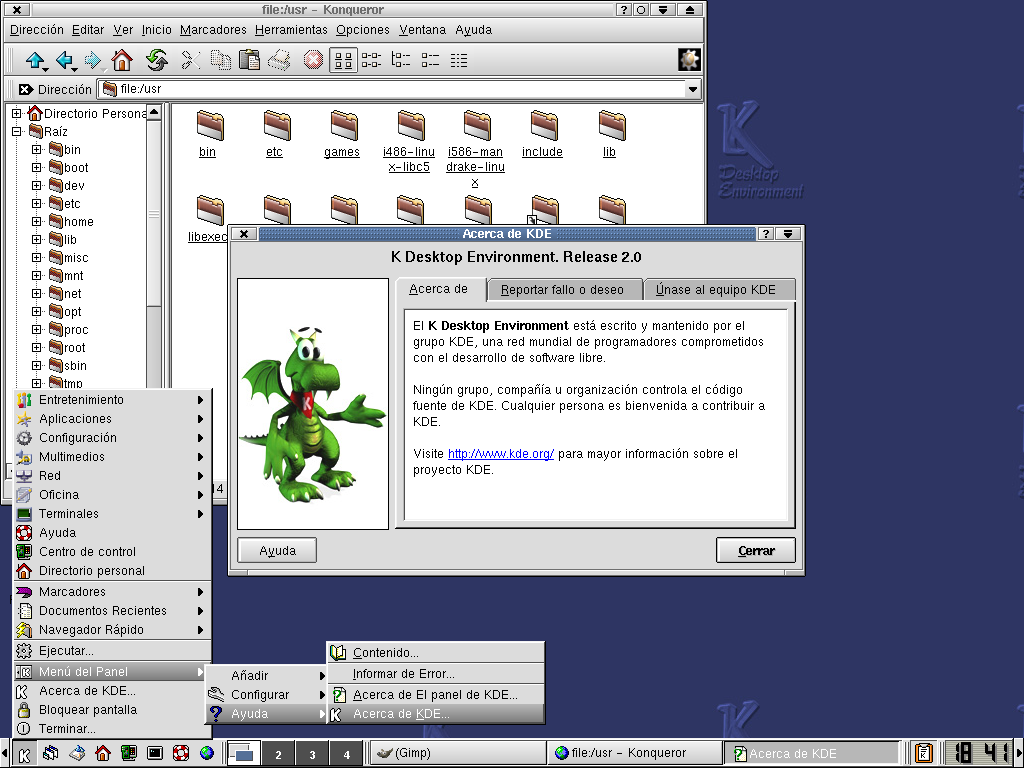
KDE 2.0 es-es
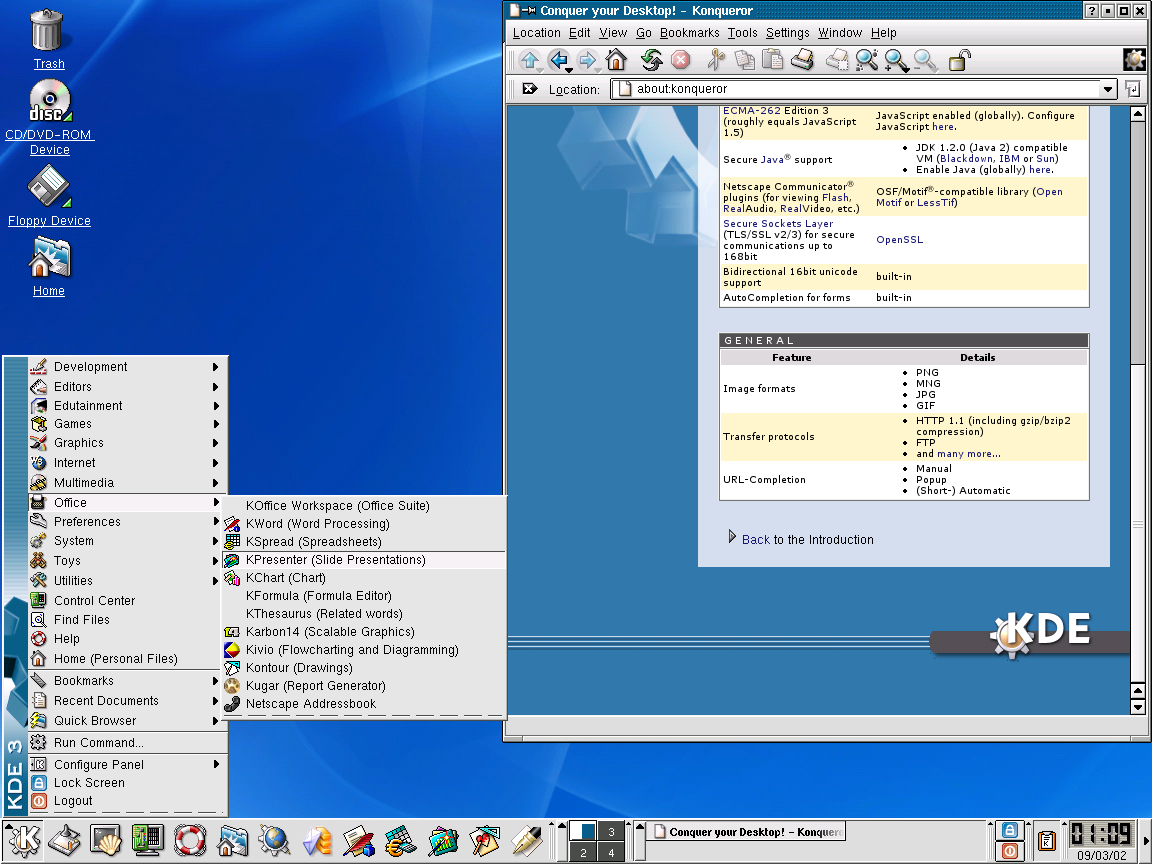
KDE 3.0 n
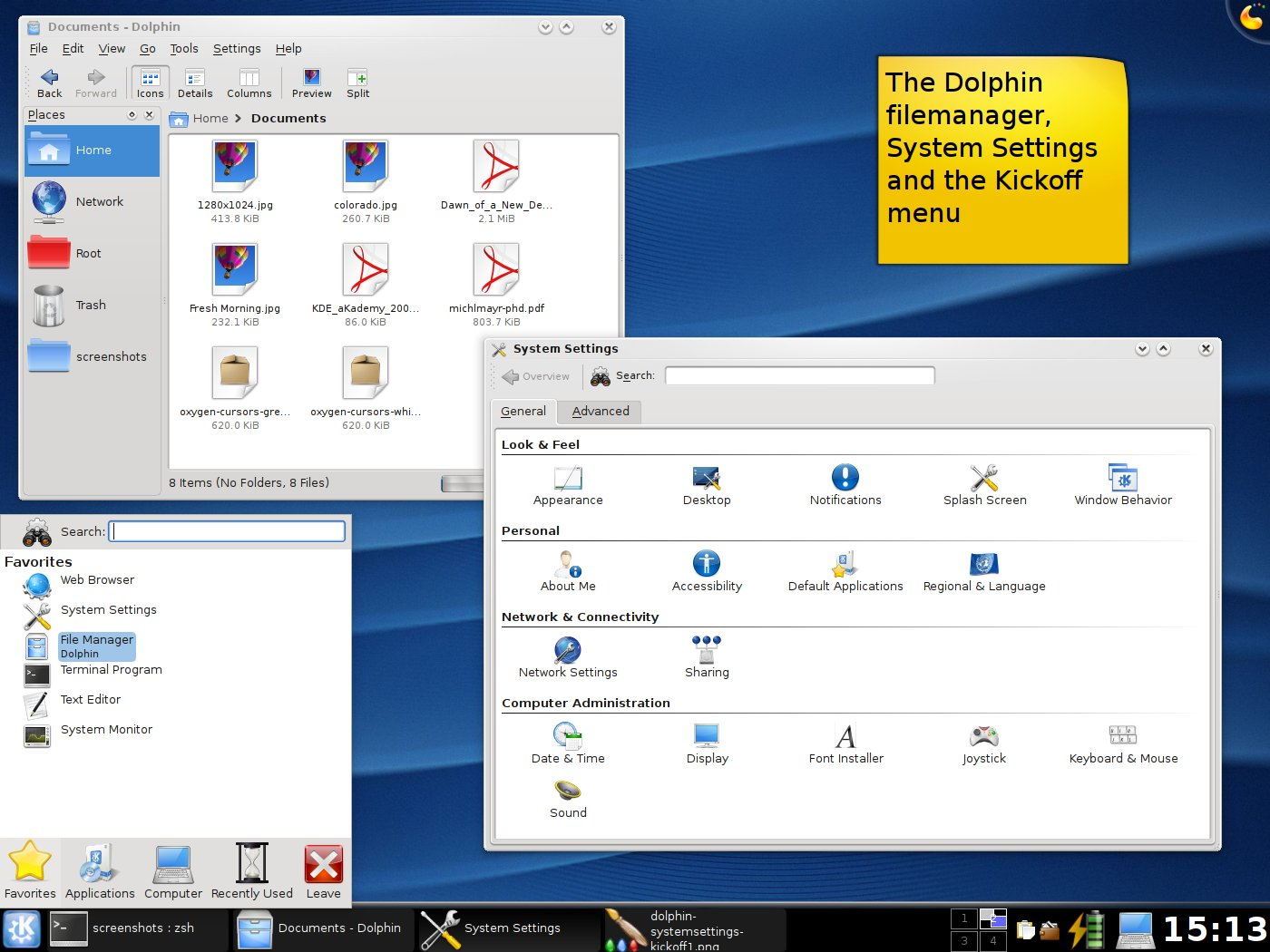
KDE Plasma 4.0
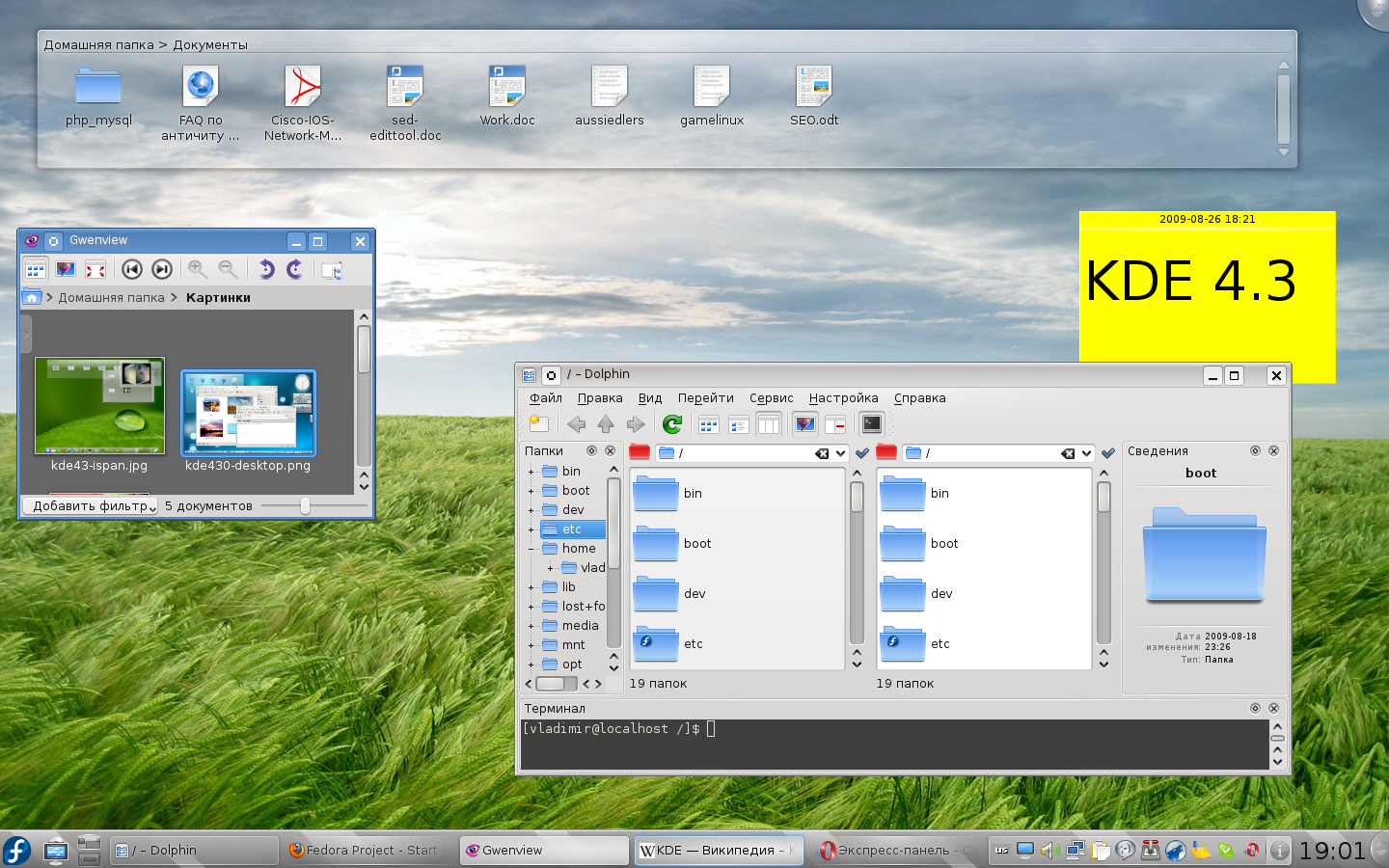
KDE Plasma 4.3.0
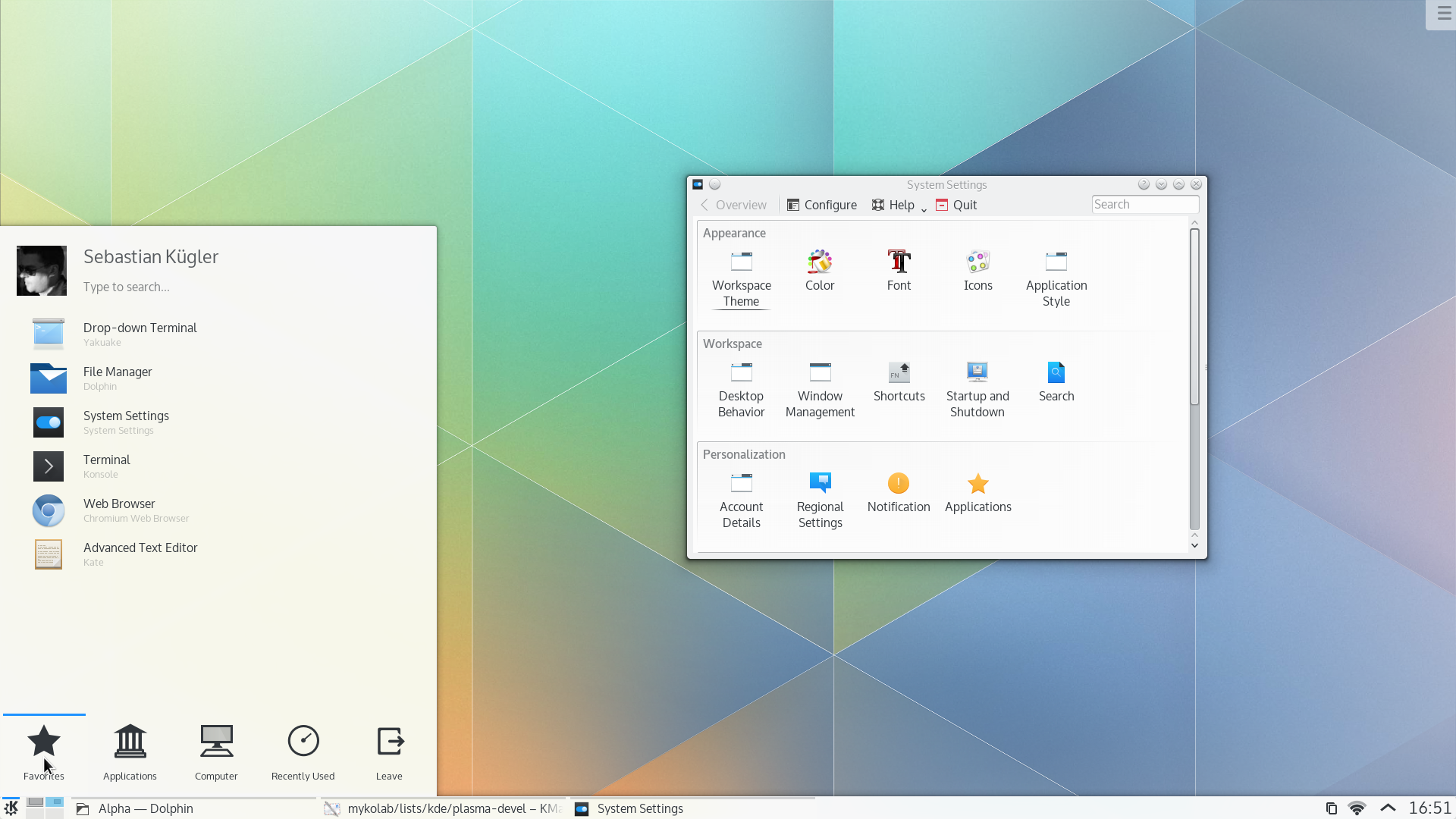
KDE Plasma 5.0
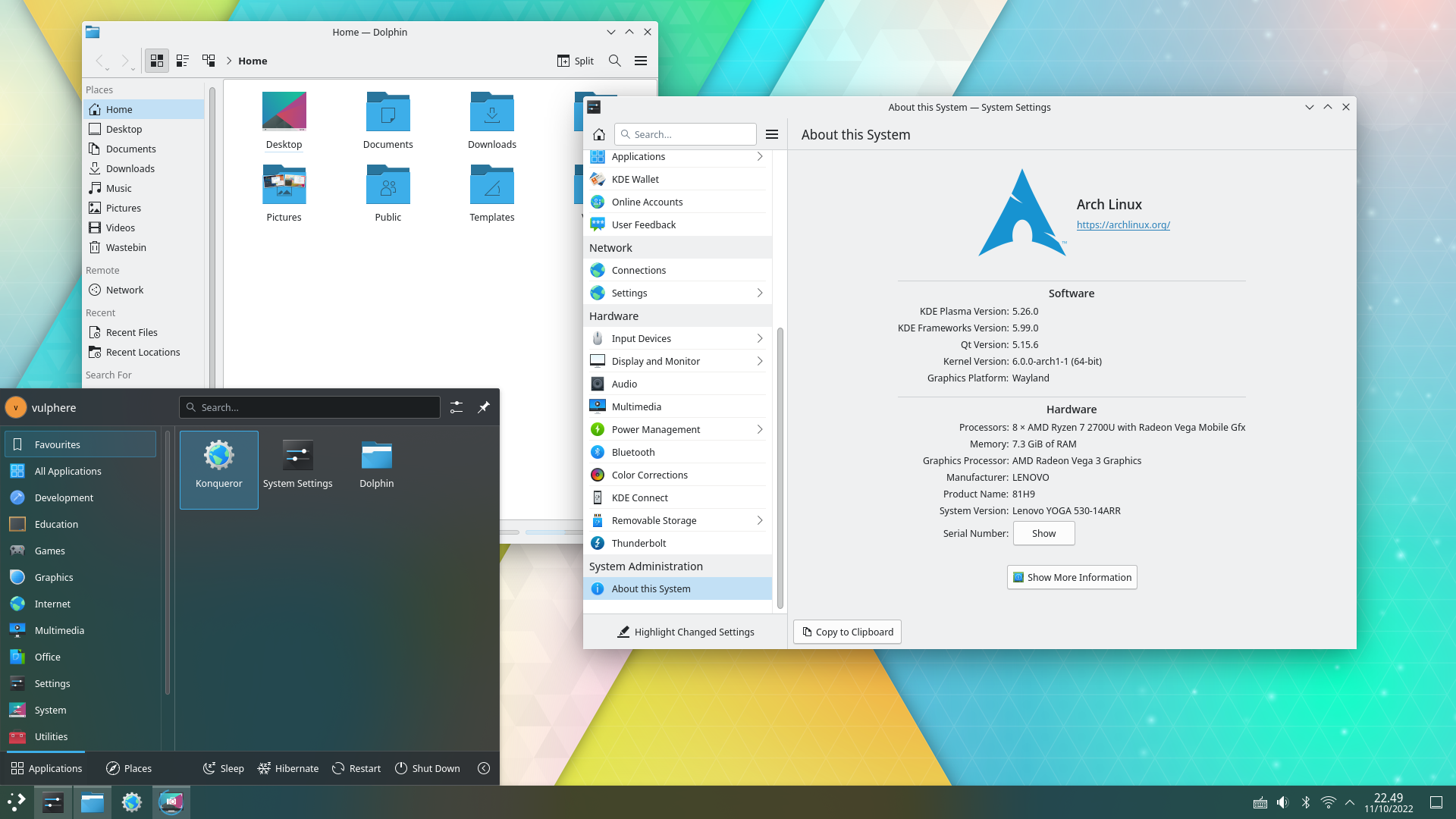
KDE Plasma 5.26 screenshot
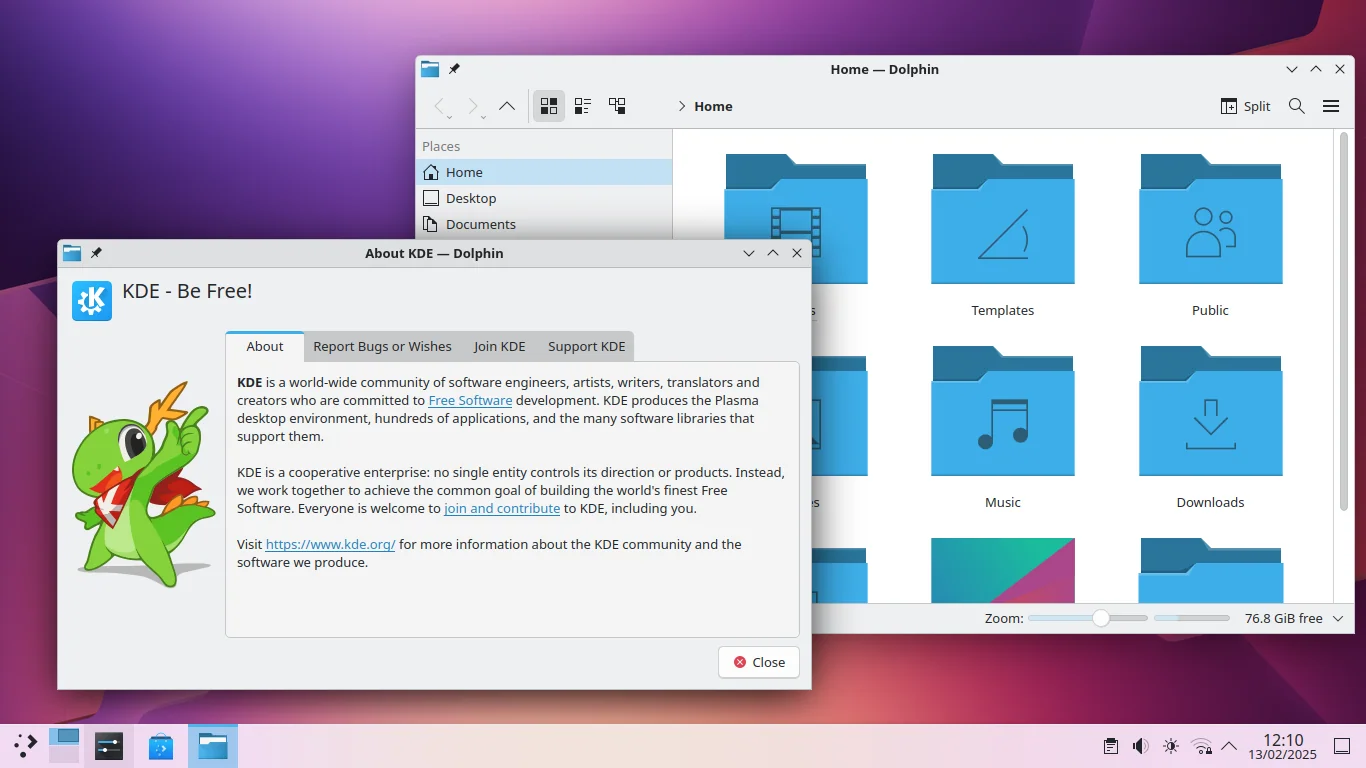
KDE Plasma 6.3 desktop screenshot

KDE-nek a grafikus felhasználói felülete a KDE Plasma Workspaces; KWin az ablakkezelő és X.Org Server a kijelző szerver. A Wayland ablakkezelő rendszeren is működik

## KDE-vel elérhető linux-disztribúciók
Többek között az alábbi disztribúciók érhetőek el KDE felülettel:
- Kubuntu, az Ubuntu KDE-s változata
- KDE neon, a KDE saját fejlesztése
- és számtalan további disztribúció, pl.: Mageia, Manjaro, Fedora, openSuSE, Arch Linux, Gentoo, SparkyLinux, Debian, Kali Linux, Ubuntu Studio, Knoppix, Slackware, PCLinuxOS, Trisquel, Parabola, Ultimate Edition, OpenMandriva LX, ...